# 클랑강

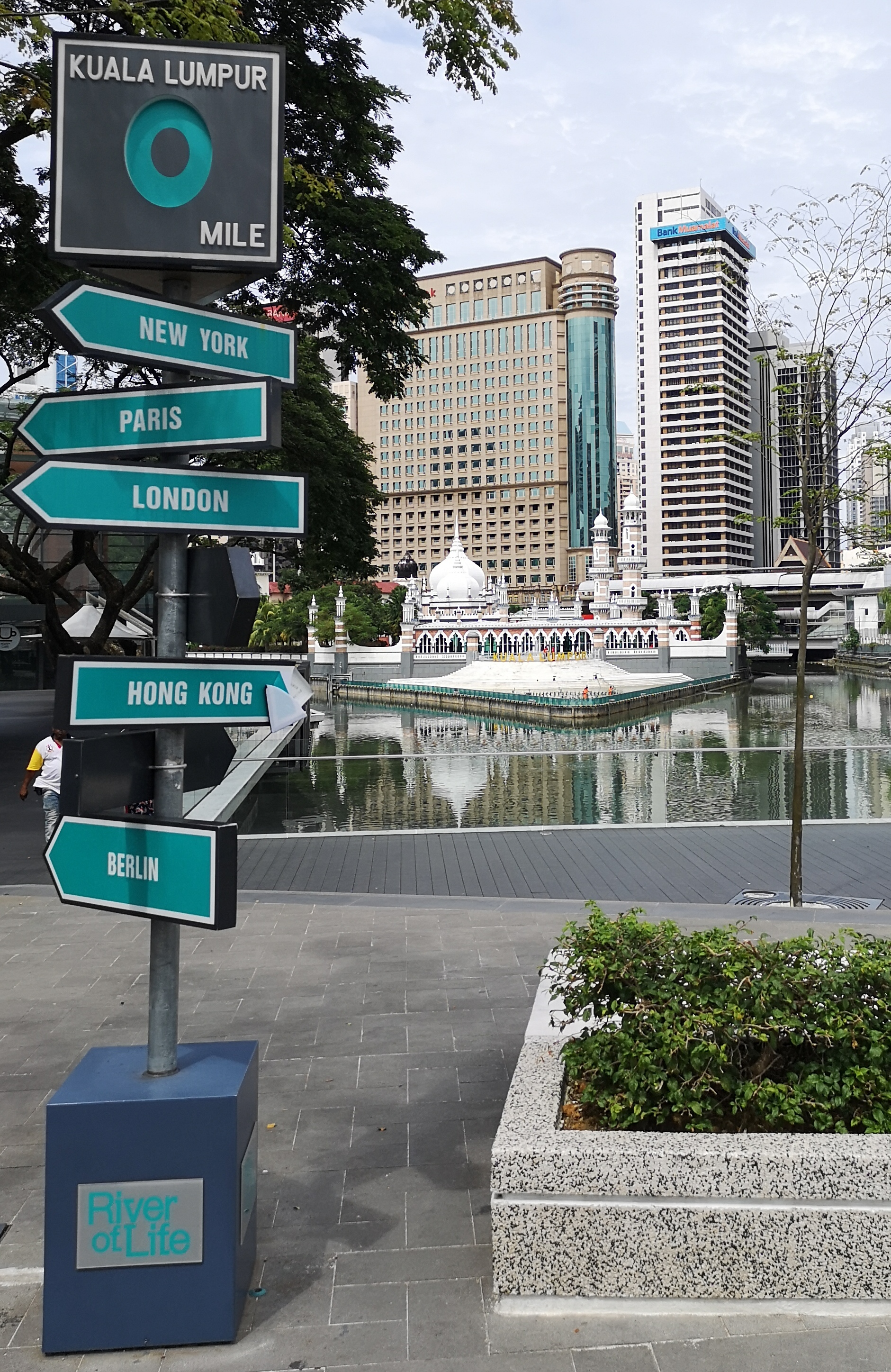
클랑강

클랑강(Klang River)은 말레이시아를 흐르는 하천으로 쿠알라룸푸르 시내, 슬랑오르주를 흐르며 믈라카 해협에 흘러 들어간다.